# Orde van de Troon

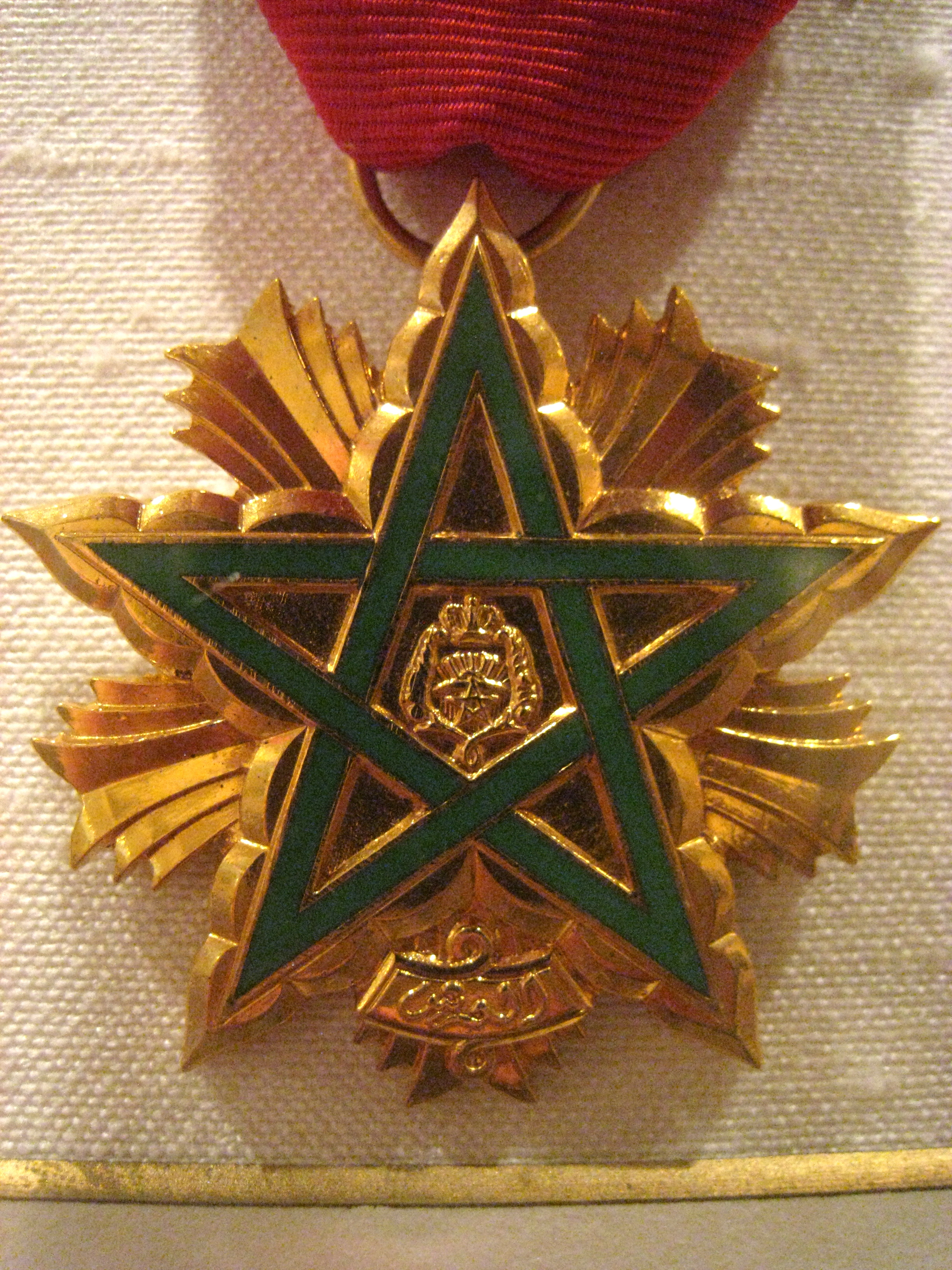

De Orde van de Troon (Arabisch: "Wissam al-Arch" en Frans: "Ordre du Trône") werd op 16 mei 1963 door de Marokkaanse Koning Hassan II ingesteld.
Het kleinood is de vijfpuntige groene ster van de Alaouite. Het huis der Alaouite, afstammelingen van de profeet Mohammed, regeert sinds 1664 over Marokko. Het smeedwerk is vergeleken met de Europese fabrieksmatig vervaardigde eretekens vrij grof uitgevoerd in de traditionele technieken van de edelsmeden in de Marokkaanse Kashba.
In het midden van de ster is de Marokkaanse troon afgebeeld. De groene ster is op gouden of zilveren palmtakken gelegd.
Het lint is rood met groene biezen.
Er zijn vijf graden.
| Batons van de Orde van de Troon | Batons van de Orde van de Troon | Batons van de Orde van de Troon | Batons van de Orde van de Troon | Batons van de Orde van de Troon | Batons van de Orde van de Troon |
| ------------------------------- | ------------------------------- | ------------------------------- | ------------------------------- | ------------------------------- | ------------------------------- |
| Speciale klasse                 | 1e Klasse                       | 2e Klasse                       | 3e Klasse                       | 4e Klasse                       |                                 |

## Decorati
- Lalla Latifa Hammou